# Damascus (Géorgie)

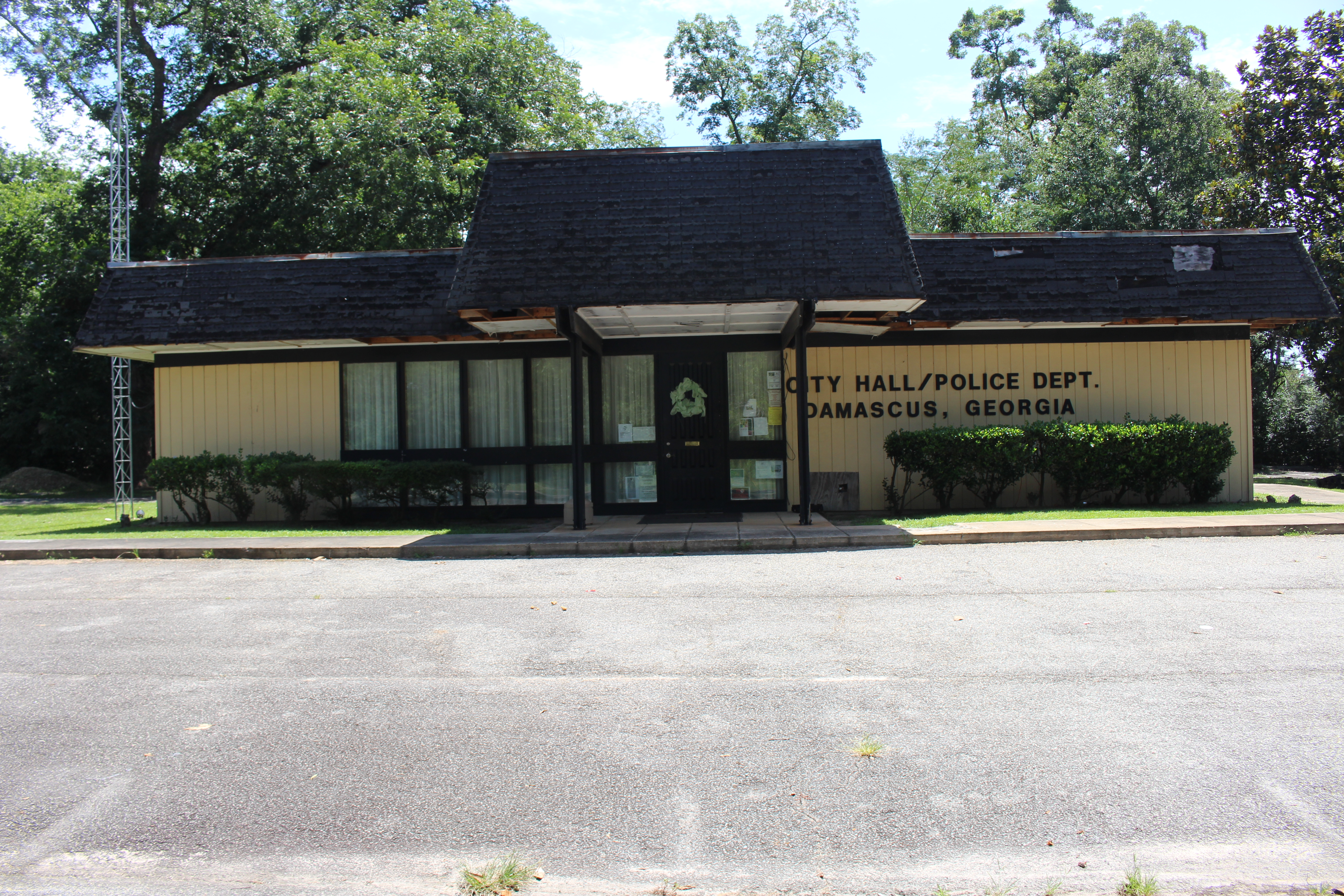
Le City Hall Police Department à Damascus.

Damascus est un bourg situé dans le Comté d'Early de l'État de Géorgie aux États-Unis. Il comptait 277 habitants au recensement de 2000.

## Géographie
Damascus est situé à 31° 17′ 55″ N, 84° 43′ 03″ O (31.298580, -84.717429).
Selon le Bureau du recensement des États-Unis, le bourg a une superficie totale de 1,8 Mille carré soit environ 4,7 km2.

## Démographie
| 1910 | 1920 | 1930 | 1940 | 1950 | 1960 |
| ---- | ---- | ---- | ---- | ---- | ---- |
| 413  | 373  | 436  | 477  | 402  | 297  |

| 1970 | 1980 | 1990 | 2000 | 2010 | - |
| ---- | ---- | ---- | ---- | ---- | - |
| 272  | 403  | 290  | 277  | 254  | - |